# Mysterious Ways (chanson)
Pour les articles homonymes, voir Mysterious Ways.
Singles de U2
The Fly
(1991) One
(1992)
Pistes de Achtung Baby
The Fly Tryin' To Throw Your Arms Around The World
Mysterious Ways est une chanson du groupe de rock irlandais U2 et le second single de leur septième album Achtung Baby. Il est sorti le 25 novembre 1991 sous le label Island. C'est un morceau aux genres multiples : rock alternatif, alternative dance, funk rock et pop rock.

Façonné par le trio de producteurs Brian Eno-Daniel Lanois-Flood, Mysterious Ways est qualifié par Bono de « U2 au plus funky ... Sly and the Family Stone rencontre Madchester baggy ». D'après la star de U2, c'est « une chanson qui parle d'un homme qui vit avec peu ou pas de romance. C'est une chanson sur les femmes, ou sur une femme, mais elle lui est adressée. »

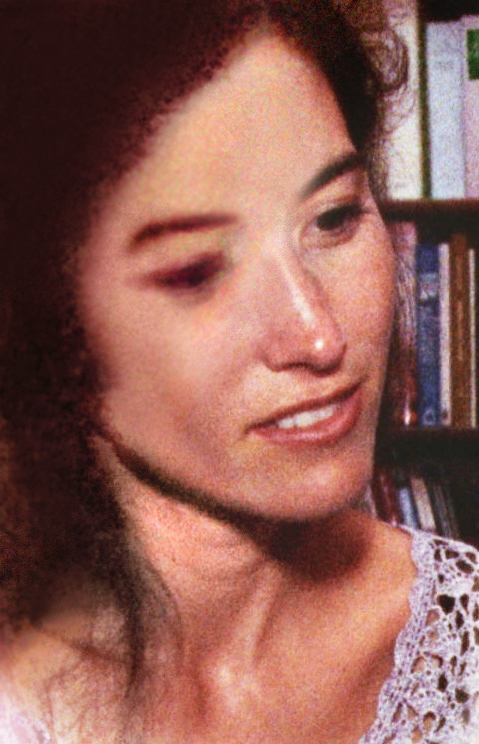
Morleigh Steinberg épouse du guitariste The Edge, est danseuse du ventre sur Mysterious Ways lors de la tournée Zoo TV.

N°1 au Canada, en Irlande et au Portugal à sa sortie (9e au Billboard Hot 100), Mysterious Ways est l'une des chansons phares de la tournée Zoo TV Tour entre 1992 et 1993, notamment grâce à la prestation d'une danseuse du ventre. Le morceau se trouve dans deux compilations du groupe : The Best of 1990-2000 publié en 2002 et U218 Singles sorti en 2006. Enfin, à la télévision, dans l'épisode des Simpsons In the Name of the Grandfather, un panneau annonce une entreprise de déménagement irlandaise, U2, avec le slogan « We Move in Mysterious Ways ».

## Caractéristiques artistiques

### Musique
La chanson a commencé comme une improvisation appelée Sick Puppy, le groupe n’aimant que la partie de basse composée par le bassiste Adam Clayton. Le groupe a eu du mal à construire une chanson à partir de cette improvisation, le chanteur Bono et le producteur Daniel Lanois se disputant intensément lors d'une session d'écriture. La percée de la chanson s'est faite après que le guitariste The Edge a commencé à expérimenter avec l’unité d’effets Korg A3.
Mysterious Ways comporte un rythme dansant, un crochet de guitare funky et des percussions conga, avec des paroles mystiques de Bono sur la romance et les femmes.
À noter que la chanson One, qui s'est révélée décisive lors des difficiles sessions d'enregistrement d' Achtung Baby, est née d'un moment d'inspiration alors que le groupe travaillait sur Mysterious Ways.

### Thèmatique
Les paroles décrivent comment les femmes pénètrent et dominent souvent les hommes. Bono a déclaré : « Parfois, j’ai tendance à idéaliser les femmes », expliquant que sa femme Ali se plaint parfois, qu’il la met sur un piédestal. Certains ont trouvé des interprétations religieuses pour la chanson.

## Réception
Mysterious Ways a reçu d'excellentes critiques après la sortie d’Achtung Baby. Rolling Stone parle de « morceau remarquable [...] influencé par la dance ». Le New York Times a fait l’éloge de la chanson en disant que c'était « la meilleure piste de l’album ». Enfin, le Boston Globe a qualifié Mysterious Ways de « chanson d’amour exceptionnelle ». Beaucoup de critiques ont estimé que c'était l’un des morceaux les plus réussis de l’album et celui qui illustre le mieux l’évolution musicale du groupe.

## Personnel
- U2

- Bono – chant
- The Edge – guitare, claviers, chœurs
- Adam Clayton – basse
- Larry Mullen Junior – batterie, percussions

## Personnel additionnel
- Daniel Lanois – percussions additionnelles

## Classements
| Classement / pays (1992) | Meilleure Position |
| ------------------------ | ------------------ |
| Australie                | 3                  |
| Canada                   | 1                  |
| Pays-Bas                 | 13                 |
| France                   | 19                 |
| Irlande                  | 1                  |
| Nouvelle-Zélande         | 3                  |
| Suisse                   | 13                 |
| Royaume-Uni              | 13                 |
| États-Unis               | 9                  |